# Kazimierz Stabrowski

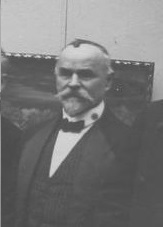
Kazimierz Stabrowski.

Kazimierz Stabrowski (Kruplanach, nabij Nowogródek, 21 november 1869 - Garwolin, 10 juni 1929) was een Pools kunstschilder. Hij wordt vooral gerekend tot het symbolisme en de sezession-beweging.

## Leven en werk
Stabrowski studeerde van 1887 tot 1897 aan de  Russische Kunstacademie in St. Petersburg onder Pavel Tsjistjakov en Ilja Repin. Daarna bezocht hij de Académie Julian in Parijs, waar hij in de leer trad bij Jean-Joseph Benjamin-Constant en Jean-Paul Laurens. Vanaf 1900 woonde hij in Warschau, hoewel hij altijd veel bleef reizen. Met Konrad Krzyżanowski begon hij er een privéschool. In 1902 werd hij lid van kunstenaarsvereniging Sztuka. Van 1904 tot 1909 was hij rector van de Academie van Schone Kunsten in Warschau.
Stabrowski werkte aanvankelijk in een academische stijl, maar vanaf 1900 zou zijn werk sterk worden beïnvloed door het symbolisme en de sezession-beweging. Hij schilderde veel portretten en figuratieve thema's uit sprookjes en legenden, maar ook landschappen. In 1900 won hij een zilveren medaille op de wereldtentoonstelling te Parijs. Hij was actief in de theosofische beweging.
Stabrowski overleed in 1929 op 59-jarige leeftijd. Diverse van zijn werken zijn te zien in het Nationalmuseum in Warschau, maar bijvoorbeeld ook in de Neue Pinakothek te München en het Ca' Pesaro in Venetië.

## Galerij

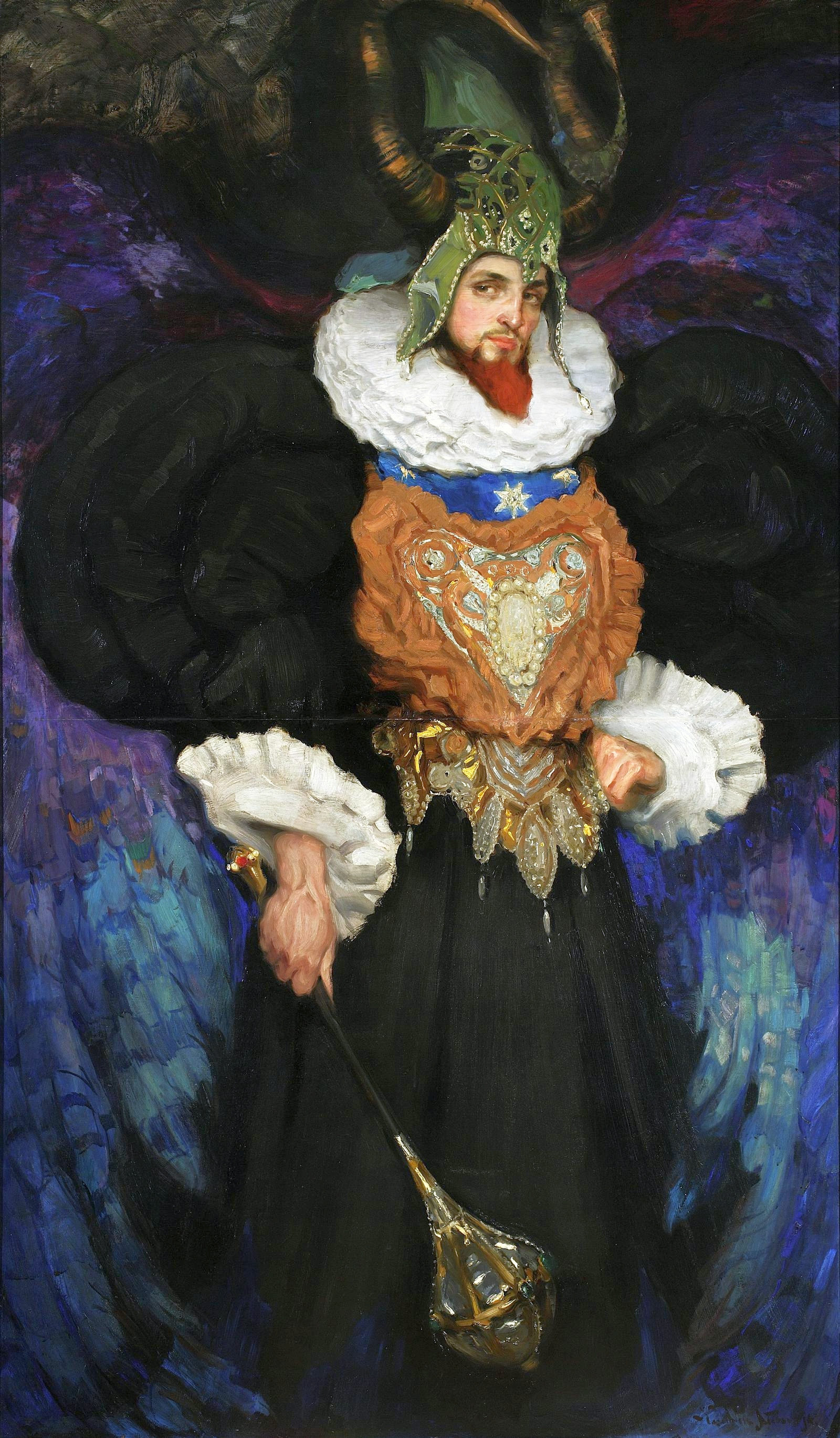
Bronisław Brykner
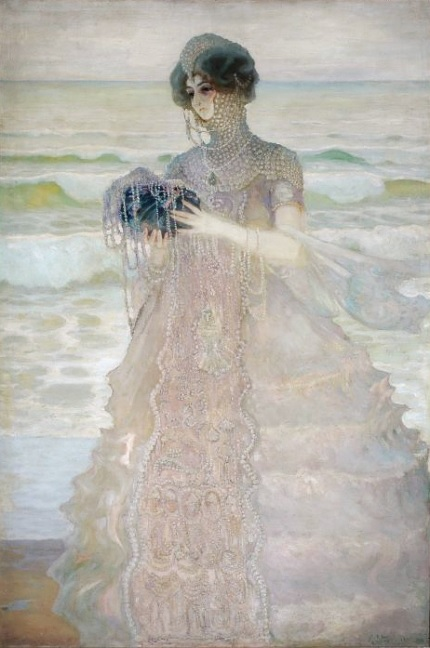
Het verhaal van de golven
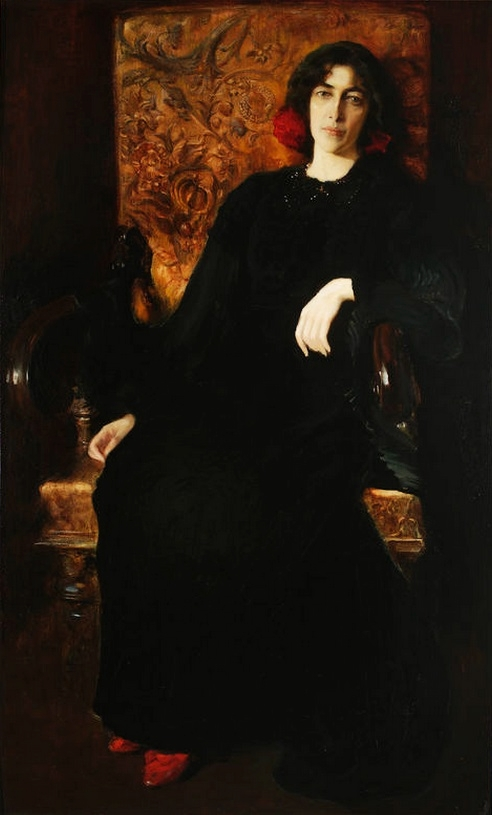
Vrouw van de kunstenaar
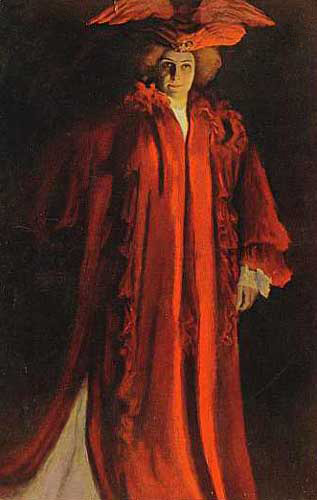
Wandy Siemaszkowej
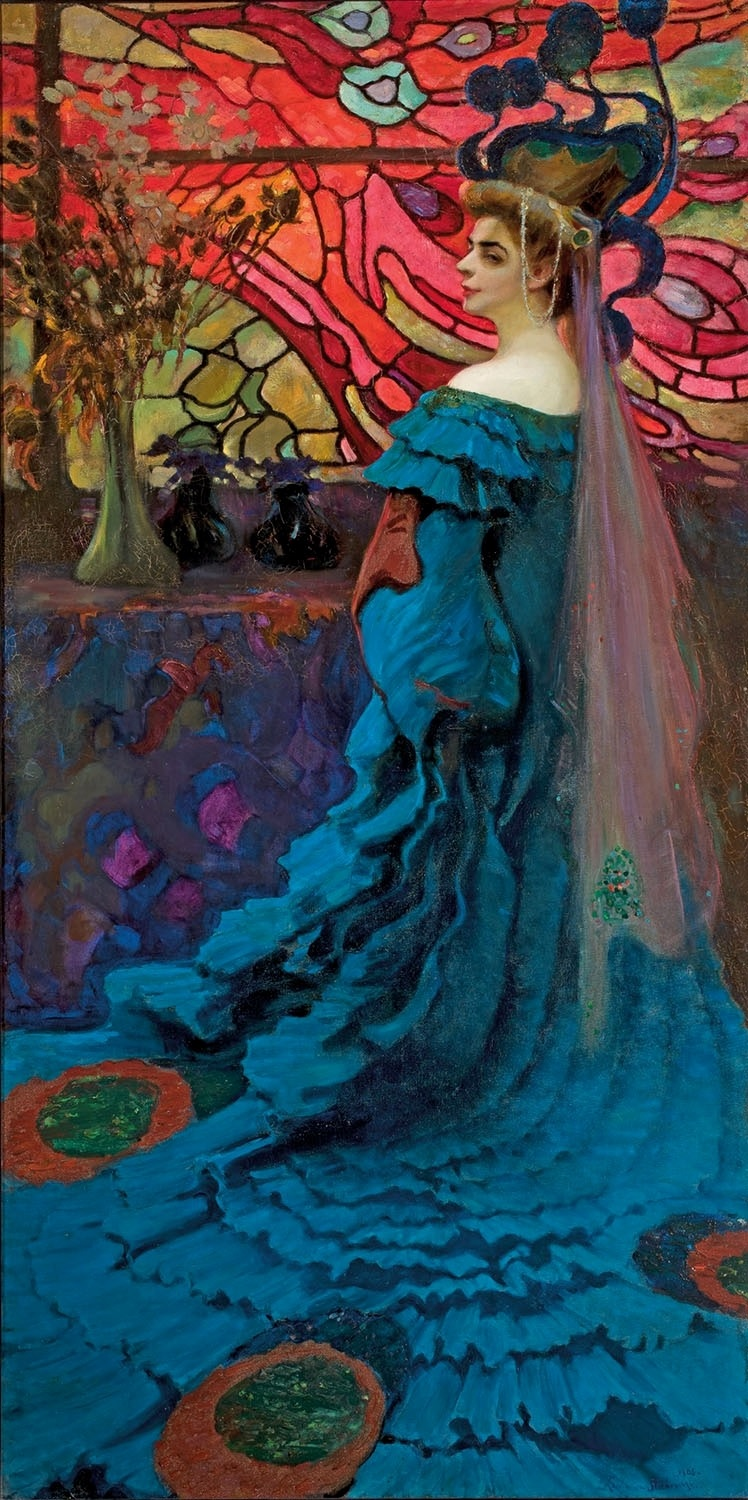
Pauw, portret van Zofia Borucińska
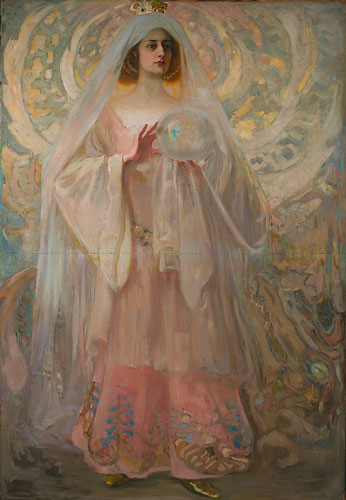
De glazen bol
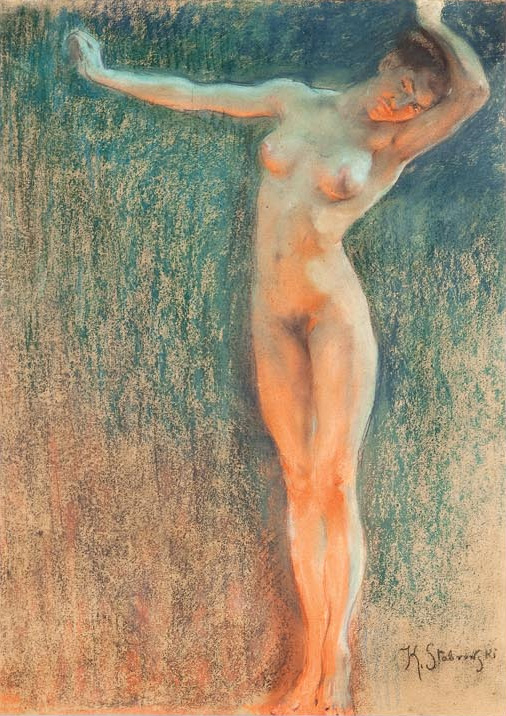
Naakt
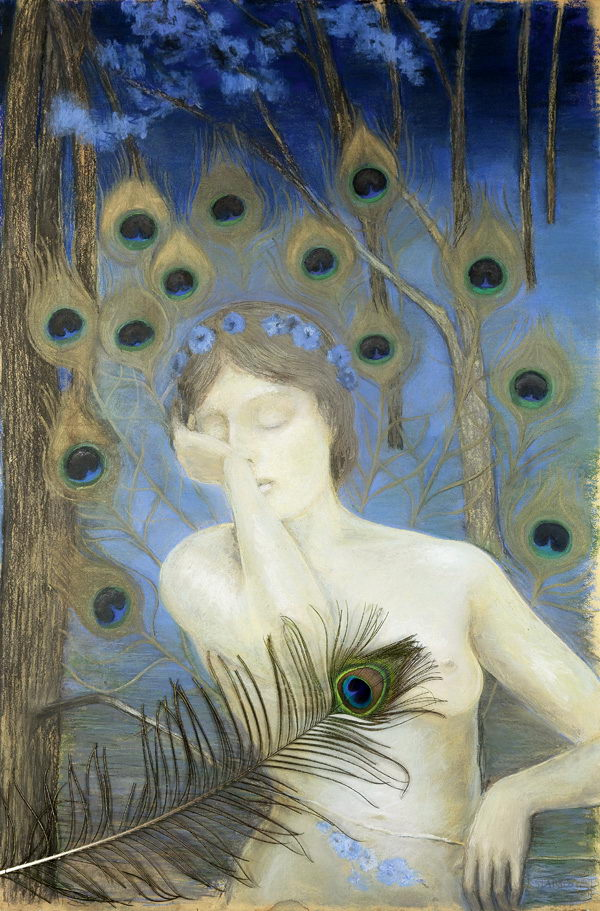
Naakt met pauwenveren
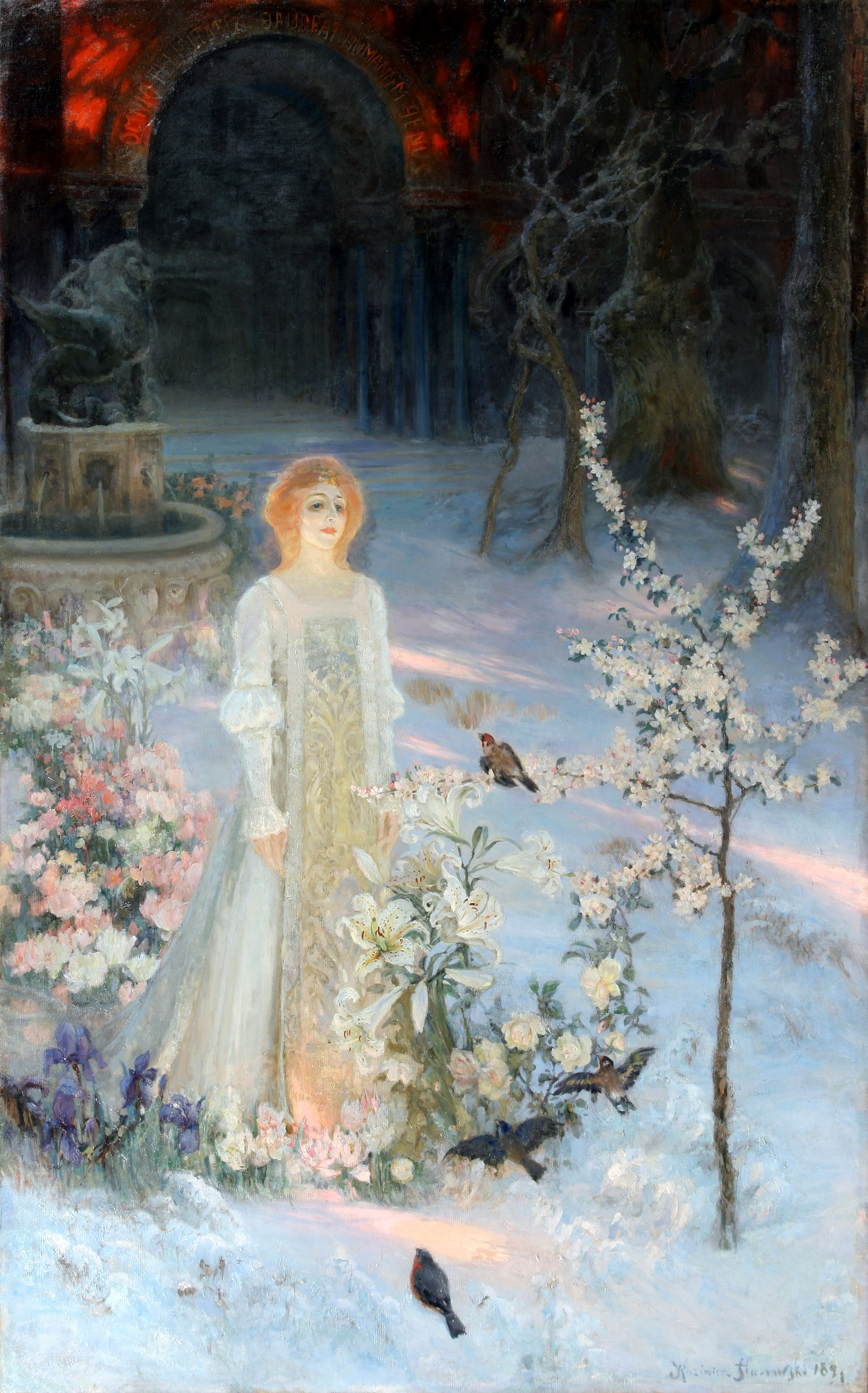
Sneeuwwitje
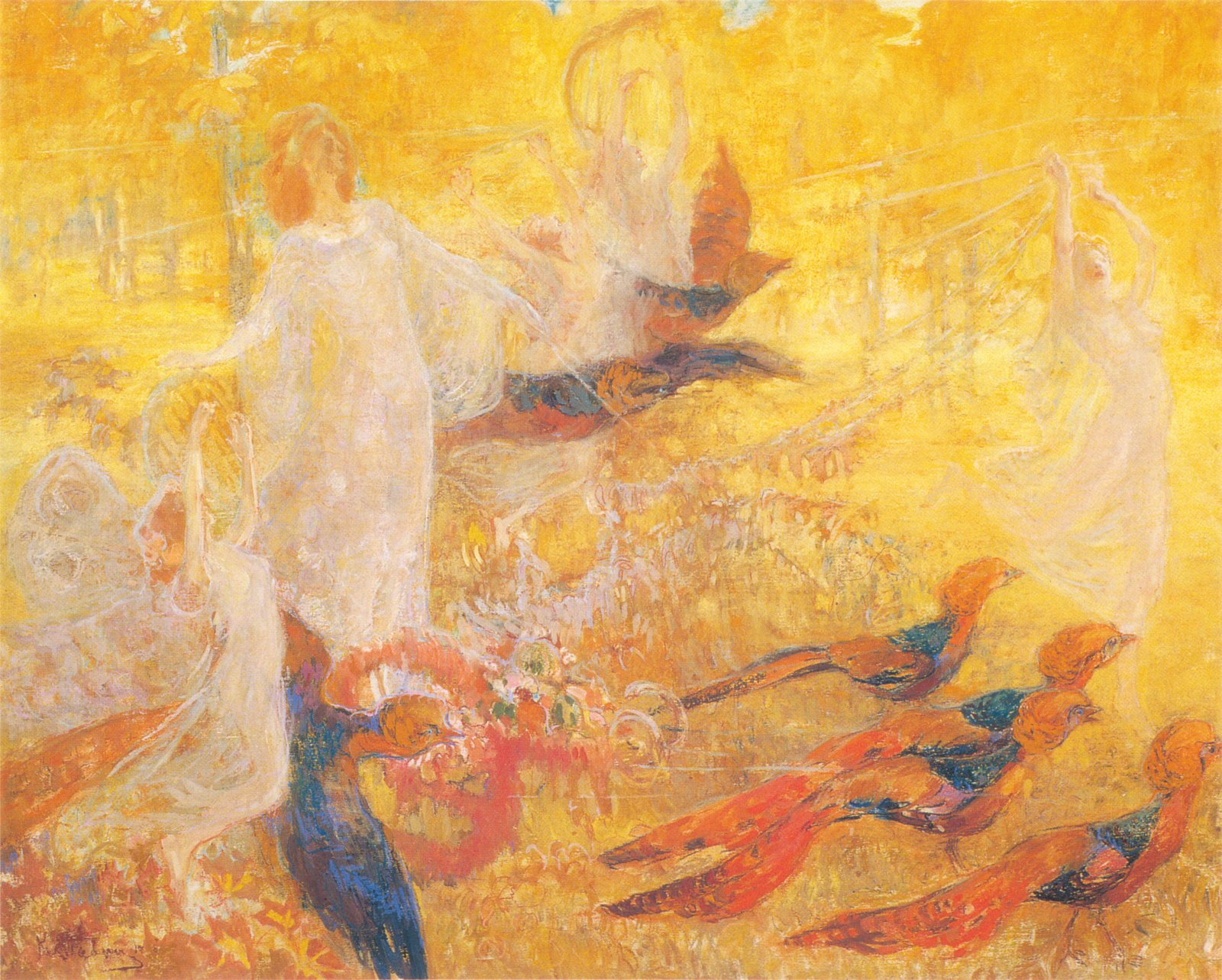
Gouden herfstsprookje